# Кандибинська сільська рада
Канди́бинська сільська́ ра́да — колишній орган місцевого самоврядування в Новоодеському районі Миколаївської області. Адміністративний центр — село Кандибине.

## Загальні відомості
- Населення ради: 1 431 особа (станом на 2001 рік)

## Населені пункти
Сільській раді були підпорядковані населені пункти:
- с. Кандибине
- с. Новоінгулка
- с. Новоматвіївське
- с. Сільвестрівське

## Склад ради
Рада складалася з 16 депутатів та голови.
- Голова ради: Левчак Микола Дмитрович
- Секретар ради: Звірковська Наталя Миколаївна

### Керівний склад попередніх скликань
| Прізвище, ім'я, по батькові | Основні відомості                                                         | Дата обрання | Дата звільнення |
| --------------------------- | ------------------------------------------------------------------------- | ------------ | --------------- |
| Левчак Микола Дмитрович     | Сільський голова, 1954 року народження, освіта вища, член Партії регіонів | 31.10.2010   |                 |

Примітка: таблиця складена за даними сайту Верховної Ради України

## Населення
Згідно з переписом УРСР 1989 року чисельність наявного населення сільської ради становила 1456 осіб, з яких 695 чоловіків та 761 жінка.
За переписом населення України 2001 року в сільській раді мешкало 1419 осіб.

### Мова
Розподіл населення за рідною мовою за даними перепису 2001 року:
| Мова       | Відсоток |
| ---------- | -------- |
| українська | 92,59 %  |
| російська  | 4,68 %   |
| молдовська | 1,40 %   |
| вірменська | 1,26 %   |